# Municipalité régionale de Peel
Pour les articles homonymes, voir Peel.
La Municipalité régionale de Peel (aussi appelée Région de Peel) est une municipalité régionale canadienne de l'Ontario, située à l'ouest de Toronto. Au recensement de 2006, on y a dénombré une population de 1 159 405 habitants.

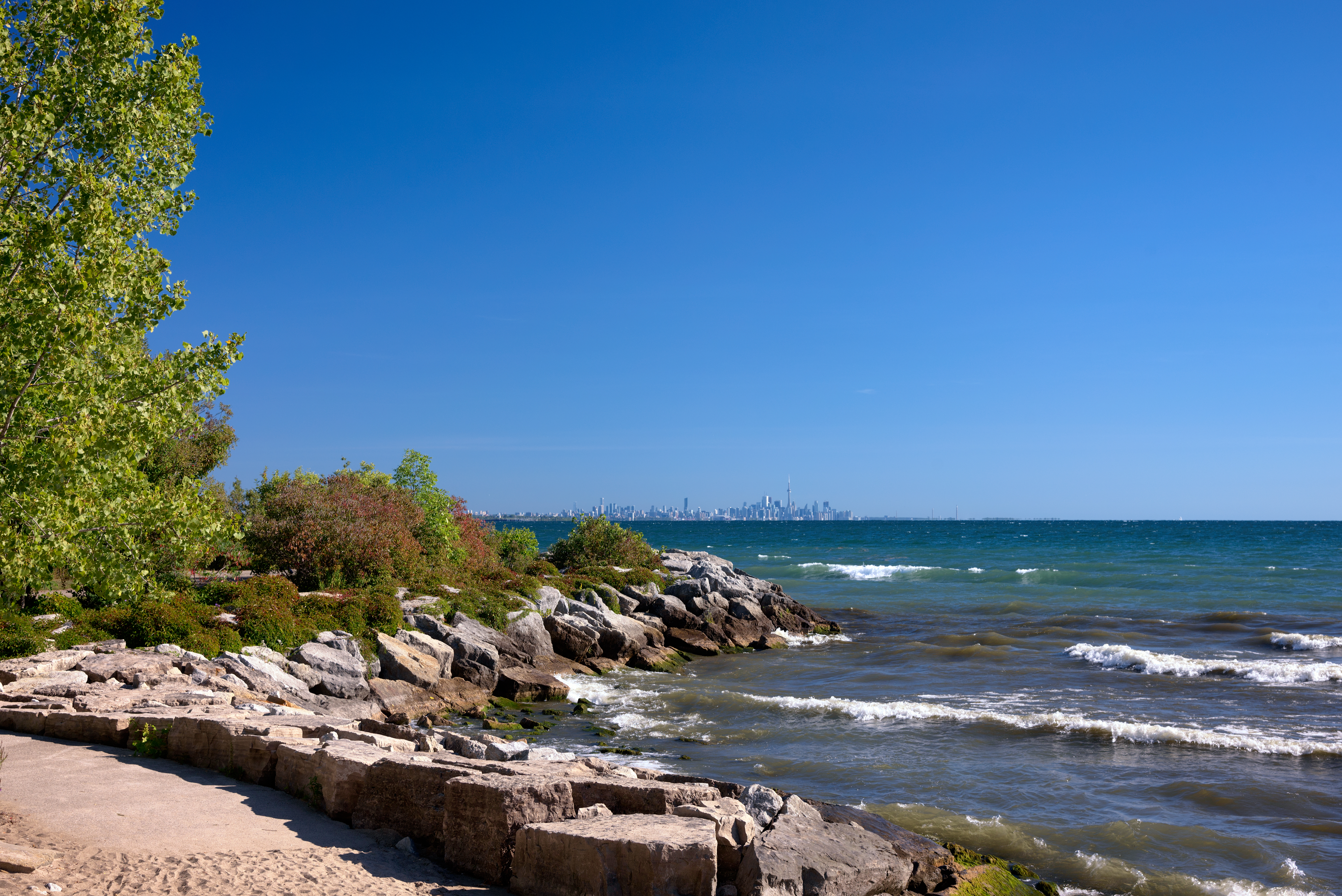
Rivage du lac Ontario.

## Situation
Elle englobe trois municipalités : les villes de Brampton et de Mississauga et la municipalité de Caledon. La région entière fait partie du Grand Toronto et du Golden Horseshoe. Le centre administratif est à Brampton.
De par sa population, elle est la deuxième plus grande municipalité en Ontario, après Toronto. Sa croissance rapide est due à l'immigration et à ses infrastructures de transport, sept autoroutes et l'aéroport international Pearson de Toronto.
|  |

## Éducation
Le Conseil scolaire de district de Peel a les écoles publiques anglophones laïques. Le Conseil scolaire catholique de district de Dufferin-Peel a les écoles publiques anglophones catholiques. Le Conseil scolaire Viamonde a les écoles publiques francophones laïques. Le Conseil scolaire de district catholique Centre-Sud a les écoles publiques francophones catholiques.